# Хизабавра (Аспиндзский муниципалитет)
Хизабавра (груз. ხიზაბავრა) — село в Грузии, на территории Аспиндзского муниципалитета края (мхаре) Самцхе-Джавахети.

## География
Село находится в южной части Грузии, на берегах реки Чобаретисхеви (правый приток Куры), на расстоянии приблизительно 5 километров (по прямой) к юго-востоку от посёлка городского типа Аспиндза, административного центра муниципалитета. Абсолютная высота — 1509 метров над уровнем моря.

## Население
По результатам официальной переписи населения 2014 года, в Хизабавре проживало 585 человек (293 мужчины и 292 женщины). В национальной структуре населения грузины составляли 97,8 %, армяне — 1,4 %, осетины – 0,7 %, русские — 0,1 %.
| Год  | Население, человек |
| ---- | ------------------ |
| 2002 | 850                |
| 2014 | ↘ 585              |